# Wǒde shénjīngbìng
Wǒde shénjīngbìng é um filme de drama taiwanês de 1997 dirigido e escrito por Shaudi Wang. Foi selecionado como representante de Taiwan à edição do Oscar 1998, organizada pela Academia de Artes e Ciências Cinematográficas.

## Elenco
- Shiang-chyi Chen
- Bao-Ming Gu
- Cheng-sheng Lin
- Liang-Tso Liu
- Bing-Bing Pai